# Doris Gontersweiler-Vetterli
Doris Elisabeth Gontersweiler-Vetterli (Zurigo, 21 agosto 1933) è una nuotatrice svizzera.
Specializzata nel dorso, ha partecipato ai Giochi di Londra 1948, di Helsinki 1952 e di Roma 1960, gareggiando nei 100m dorso.
Era la moglie del pentatleta olimpico Werner Vetterli.